# Edwardsina dispar
Edwardsina dispar är en tvåvingeart som beskrevs av Edwards 1929. Edwardsina dispar ingår i släktet Edwardsina och familjen Blephariceridae. Inga underarter finns listade i Catalogue of Life.